# 睫角守宮
睫角守宮（Crested gecko）（學名：Correlophus ciliatus）為新喀里多尼亚南部的原生種。1866年，在新發現的新喀里多尼島上，法国动物学家阿爾方斯·吉舍諾發現了睫角守宮。这個物种曾被认为已经灭绝，直到1994年才被再度发现。與數個多趾虎屬的物種一樣，它被國際野生動植物貿易協會認為是保護階段的物種。如今這個物種在宠物市場上相當受到歡迎。

## 分类
1866由法国动物学家阿爾方斯·吉舍諾在《瑟堡自然科學學會回憶錄》上發表了〈壁虎科的一個新物種〉這篇論文，這是第一次有文章提及了這個物種並稱之為 Correlophus ciliatus。它後來被更名為 Rhacodactylus ciliatus。最近的系统分析表明，R. ciliatus 和 R. sarasinorum 與其他大型壁虎的親緣關係並不接近，因此，这两个物种已被转移回到Correlophus屬。
睫角守宮的種名 ciliatus 是一種拉丁語，源自於 cilia，意為「边缘」或「睫毛」, 這是由於此物種在眼睛周圍皮膚的突起構造類看似睫毛因而命名。

## 物理的说明
睫角守宮的脚趾和尾端由剛毛覆蓋，而剛毛由數以百計的匙突狀纖毛組成，壁虎之所以能攀緣多是由於這個構造利用了微弱的凡德瓦力。有半抓握能力的捲纏尾則可協助攀爬，在受到掠食者威脅時它們的尾巴可能會脫落，然與某些壁虎不同，它們的尾巴並不會再次長出，而這並不影響個體的健康狀態，事實上，大多数成體在野外是沒有尾巴的。睫角守宮的個體顏色有數種變化，主要是由灰、棕、红、橙、和黄色組成的色调。 野生的睫角守宮只有無紋、白流蘇、虎紋三種不同的顏色表型，然而人為育種已經培育出更多種不同的表型。

## 生态和行为
睫角守宮没有眼睑，它的眼睛由透明薄膜覆蓋，藉此保持濕潤，並使用自己的舌头来舔拭眼睛上的灰塵。 睫角守宮擁有蹼狀的四肢和腳趾。它們是一種樹棲型、夜行性的守宮，擅於跳躍，居住於新喀里多尼亚热带雨林的冠層之中；在日間則蟄伏在較高的樹枝上。